# غايوس سكريبونيوس كوريو
غايوس سكريبونيوس كوريو (باللاتينية: Gaius Scribonius Curio) وعرف أيضاً باسم بوربوليوس (باللاتينية: Burbuleius ) هو سياسي وقائد عسكري وبليغ روماني ولد في سنة 124 ق م. عرف كوريو كواحد من أفضل البلغاء ألذين تحدثوا باللغة اللاتينية. خلال الحرب الاجتماعية شغل منصب المدافع عن العامة في سنة 90 ق م. عمل تحت إمرة القائد سولا من سنة 87 إلى سنة 81 ق م في اليونان وآسيا الصغرى خلال حملته ضد مثرداتيس ملك البنط وثم حارب معه ضد كل من لوكيوس كورنيليوس كينا وغايوس ماريوس حرب سولا الأهلية الثانية ما بين سنة 83 حتى سنة 81 ق م. تم انتخابه كقنصل في سنة 76 ق م بجانب غنايوس أوكتافيوس. كان صديق مقرب من شيشرون وبوبليوس كلوديوس بولكر وكان أحد أعداء يوليوس قيصر، توفي سنة 53 ق م.